# Medicago retrorsa
Medicago retrorsa är en ärtväxtart som först beskrevs av Pierre Edmond Boissier, och fick sitt nu gällande namn av E.Small. Medicago retrorsa ingår i släktet luserner, och familjen ärtväxter. Inga underarter finns listade i Catalogue of Life.